# 豊胸手術

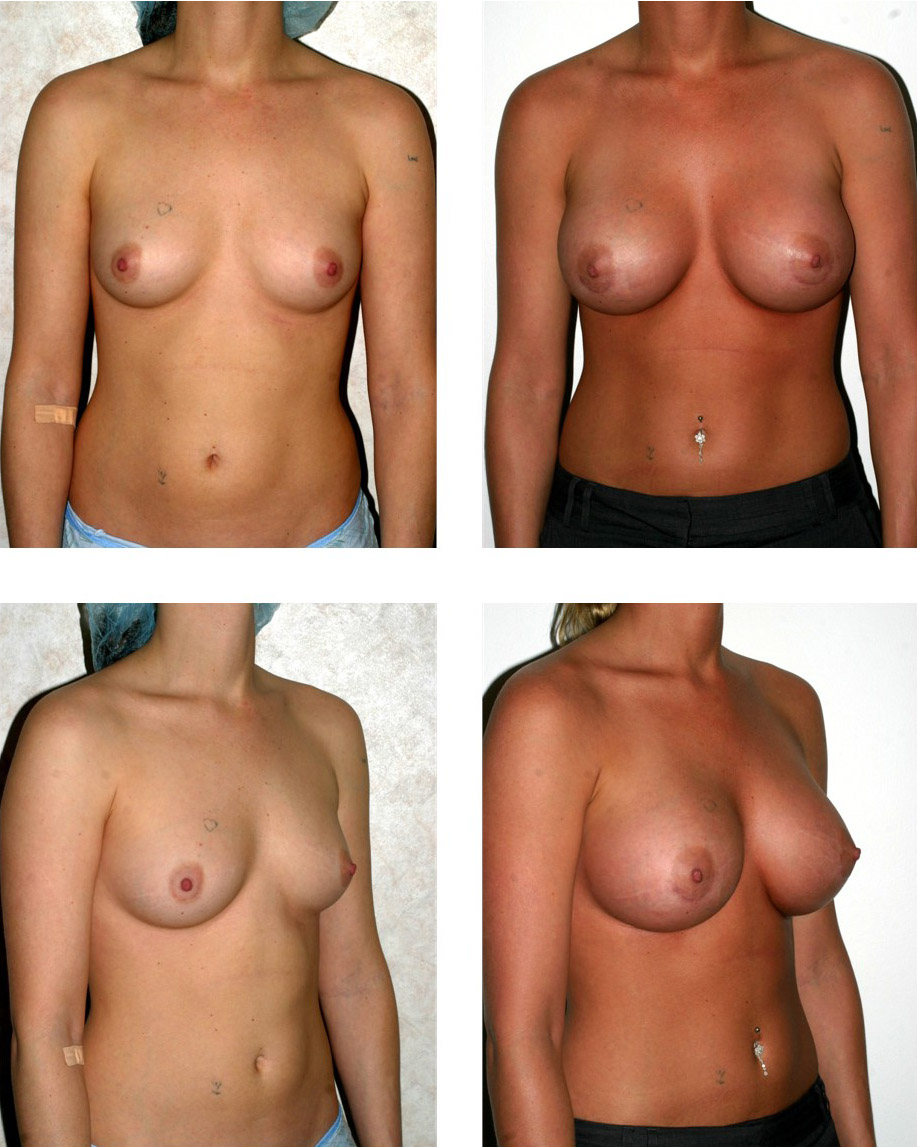
左が施術前の乳房、右は豊胸手術を施した乳房

豊胸手術（ほうきょうしゅじゅつ）とは、乳房を大きくする手術を指す。主に外観上の美容目的の手術にこの名称が使われる。乳がんなどの切除後に行われる手術は乳房再建術と呼ばれる。
外見的な魅力を高めようと手術を受ける女性が多くいる一方で、こぶや痛みといった健康被害も起きている。日本の厚生労働省は、その他いずれの乳房インプラントも薬事承認しておらず、安全性に関して保証していない。

## 歴史
豊胸術の歴史はほぼ乳房再建の歴史とリンクしている。健常な乳房に美容目的での豊胸術が施されたのは1950年代で、パラフィンやシリコンジェルを皮下に直接注入する方法であったが、組織の壊死など合併症・後遺症が多く発生した。その後、1963年に米国・ダウコーニング社がシリコン製の袋（バッグ）にシリコンジェルを詰めた乳房インプラントを開発。1965年にフランス・パリで生理食塩水入りのバッグが誕生し、美容目的で胸部に挿入する豊胸術が広く行われるようになる。
1990年代になると、ダウコーニング社などインプラント・メーカー数社が訴訟され、破損による変形や漏出した場合の健康被害などの問題が表面化した。1992年にはFDAがシリコンジェルバッグの使用を一時停止するよう命じた（臨床試験の目的に限り許可された）。その後はシリコンジェルバッグに代わって、生理食塩水バッグが広く普及した。1995年、生理食塩水に高分子ポリマーを加えたハイドロジェルバッグが誕生したが、仏・英両国で長期使用による安全性が問題視され、使用が禁止となる。
2000年、FDAは米国内においての生理食塩水バッグの使用を許可した。その後、コヒーシブシリコンなど粘度が高く漏出時の危険が少ない素材の登場などで、2006年にはシリコンジェルバッグの使用も許可された。ただしアラガン社とメンター社の製品のみである。同2社はその後の長期的な追跡研究を課せられている。またFDAは、米国内においての18歳未満の生理食塩水バッグの使用、22歳未満のシリコンジェルバッグの使用を禁じている（再建手術を除く）。
米国においては美容整形手術の件数で一番多いのは豊胸手術であり、一大産業となっている。米連邦政府美容整形学会によるとアメリカでは年間22万5000人が豊胸手術を受けているとし、現在ではさらに増え、米国では年間40万人、ブラジルでは年間15万人（中南米全体では20〜30万件）、中国（年間10万人）となっている。一方、乳房への脂肪移植（脂肪注入）は1980年代初頭から行われていたが、バストアップ効果が不十分なことや、石灰化した場合に乳がんの診断の妨げになるなど、否定的な意見が多く、米国形成外科学会は1992年に豊胸目的の脂肪移植を非難するに至った。しかし近年、脂肪移植の技法の発達や乳がんの診断装置の進歩により、脂肪移植による豊胸術が見直される動きとなっている。
日本において、美容目的の豊胸手術は公的健康保険の適用外で、全額が自己負担の自由診療と位置付けられる。日本美容外科学会によると、2017年に約1万1500件行われた。半数近くがジェル注入方式、自分の脂肪の移植が約3割、シリコンバッグの挿入が約2割であった（手術方法については下記参照）。
豊胸手術の技術は年々上がっており、しゅんしゅんクリニックPは2020年11月の動画で「(豊胸かどうかの判別は)見ただけじゃ正直無理」「美容外科医でも(判別は)結構厳しい」との見解を示している。

## 方法

### バッグ挿入法

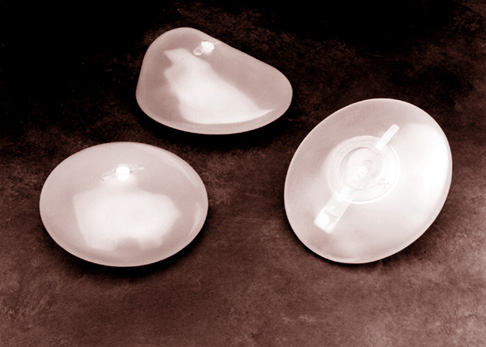
胸部用インプラント

体の一部を切開し、シリコン製のバッグを胸に埋め込む。充填物は様々な種類がある。ラウンド型（お椀型）、アナトミカル型（下部が大きい釣鐘型）などの形状がある。経年劣化し永久的に使えるものでは無い為、追加手術が生涯必要になる。破裂やヒトアジュバント病その他の合併症、美容上の問題によるリスクもあるが、より大きなバストを望めるなどのメリットもある。

### 脂肪注入法
腹部など、自己体内から脂肪吸引で抽出した皮下脂肪を乳房に移植する。極端なバストアップを望まない場合など有効である。切開が必要でない、自身の組織の移植であることなどの特徴がある。大量の脂肪注入は定着せずに石灰化・脂肪壊死を生じ、硬結化、乳癌と誤診されるなどの問題を生じる。脂肪を採取した部位に凹凸などが生じることもあり、訴訟も多いために、その移植手技法、移植量に関しては議論されるところとなっている。

#### 従来の脂肪注入
採取した脂肪を直接注入する。死活細胞などの不純物も共に注入する為、脂肪壊死や石灰化のリスクがある。

#### 脂肪幹細胞移植（CAL法、セリューション）
脂肪幹細胞移植を応用した手法で、脚部や腹部などから採取した脂肪から幹細胞を抽出し、残りの脂肪と共に胸部に移植する。脂肪注入と比べて定着率は高いとされる。採取した脂肪の半分は注入用に使わない為、大量の脂肪が必要になる。よって極端な痩せ型は適応でない。脂肪壊死や石灰化のリスクは軽減されているが、全く無いわけでない。

#### コンデンスリッチファット法（CRF法）
腹部など自己体内から抽出した皮下脂肪を、ウェイトフィルターや専用の機器にて脂肪に含まれる不純物を除去し、健全な脂肪のみを乳房に移植するとされている。通常コンデンスリッチ ファット（CRF）を抽出するにはにはFDAの承認を受けているLIPOKIT、ならびにその付属部材が必要とされており、正規のコンデンスリッチ豊胸を受けたかどうかは、機材に割り振られているシリアルナンバーで患者が確認できるようになっている。

#### 脂肪注入法の注意点
脂肪注入法でしばしば聞かれる問題点としては、時間とともにバストがしぼんでしまった、しこりができたといったものが多く聞かれる。これらはいずれも脂肪がしっかり定着しなかった（注入した脂肪が生き残らなかった）ことが原因と考えられる。
脂肪を定着させる（生き残らせる）には次の3つのポイントを押さえる必要がある。
①脂肪は0.2mL（約直径2mm）未満の小さな粒で注入すること（塊で注入しない）。
この考え方のベースは米国のシドニー・コールマンが提唱した「コールマンテクニック」がある。この正しさは、日本の脂肪移植研究の第一人者である吉村浩太郎(自治医大)らの報告でも追認されている。
②脂肪幹細胞を多く含む脂肪を用意すること
脂肪幹細胞は、脂肪細胞や血管に分化する能力がある。したがって、脂肪幹細胞を多く含む脂肪を注入するということは、脂肪が生き残るために必要な酸素や栄養がふんだんに供給されることにつながる。実際、脂肪に幹細胞を加えたことで、定着量が5倍に達したという報告もある。
③バストの許容量以上に脂肪を入れすぎないこと
脂肪を注入できるスペースには限度があって、注入する脂肪量が一定量を超えると、定着率は急激に落ちる。このことは学術的にも証明されている。

### ヒアルロン酸注入（プチ豊胸）
ヒアルロン酸を乳房に注入する。効果は一時的で、ヒアルロン酸が吸収されたら再注入を要することから「プチ豊胸」と呼ばれる。また注入後、被膜ができるためやや固めの感触になる。乳癌検診では真っ黒な嚢胞が多数あるように見える。
バストに注入したヒアルロン酸が、どの程度、どのぐらいの期間で吸収されるかを検討した興味深い報告がある。それによると、約30％の人は９か月後に２度目のヒアルロン酸豊胸を受けていた。また24ヶ月後、バストに残存していたヒアルロン酸の量は、単回注入の場合が17％、２回注入した場合が21％であった。このことから、ヒアルロン酸豊胸は数年で効果がほとんどなくなると考えられる。

### 輸液（ラクトリンゲルなど）を用いた豊胸（プチ豊胸）
ラクトリンゲルなどの一般的な輸液を乳房に注入することで豊胸することが可能。効果はヒアルロン酸より更に一時的で、平均的に6時間前後しか大きくなる時間がない。豊胸手術を行う前の大きさや注入位置の確認などの豊胸した後のシミュレーションに適しており、半永久的な効果は全く無い。。

### 培養幹細胞豊胸
脚部や腹部などから採取した少量の脂肪から、脂肪由来幹細胞を抽出し幹細胞を培養する。後日、採取した脂肪と幹細胞を添加し注入する豊胸（セルチャー法）。この手法は、厚生労働省が定める「再生医療」に該当するため、再生医療等の安全性確保法の第２種を申請・許可を得ないと提供できない。
乳がん後の乳房再建への有用性も検討され始めており、一部の大学病院を中心に研究が進められている。

## 論文発表

### 脂肪注入と乳がんの関係について
2019年、残存乳がんの動物モデルで、脂肪注入による乳房再建は腫瘍学的に安全であると発表された。Oncologic Safety of Fat Grafting for Autologous Breast Reconstruction in an Animal Model of Residual Breast Cancer.

### ヒアルロン酸とがんの関係について
美容医療などで広く用いられるヒアルロン酸には、細胞のがん化を抑える一方、がんの発症や進展を促すという正反対の二つの働きがあることを、東京大大学院の研究グループが発見した。畠山教授は「基礎医学の研究から、分解酵素が多く存在する体内環境では、善玉ヒアルロン酸が、がん促進に働く悪玉ヒアルロン酸に容易に変換されてしまうことが分かった。若返りや美容などをうたうヒアルロン酸製剤の投与には、これまで以上の慎重さが必要なのではないか」と話している。（2019年5月10日）

## 問題点

### 自殺率に関する問題
フィンランド、スウェーデンでは、豊胸手術を受けた女性（乳房再建の為の豊胸術を除く）の自殺率が一般女性と比べ、約3倍高いという調査結果が出ている。アメリカでは一般女性よりも50%増で多く、胸以外の美容整形手術経験者と比べると5倍も多かった。この調査はフィンランド2166人、スウェーデン3521人、アメリカ1万3000人と大規模なものとなっており、注目されている。豊胸手術をする女性の性格傾向との因果関係も示唆されるが、豊胸手術経験者の自殺率が高いということは種々の調査の共通点となっている。
美容豊胸手術に批判的な団体「女性と家族のための全米政策研究センター」のダイアナ・ズッカーマン会長は、「手術すると精神衛生が改善されるという正当化のための宣伝文句にのってはいけない。胸に埋め込み手術をしてから、いつも痛みを感じ、罪悪感で苦しんでいる女性が多いことを知るべきだ」と話している。

### 安全性に関する問題
2011年12月、フランスのポリ・アンプラン・プロテーズ（Poly Implant Prothèse - PIP）社が製造した豊胸バッグが、体内で破れる恐れがあるとして、仏保健省は23日、使用者に対し、除去手術を受けるよう勧告した。対象はフランス国内だけで約3万人に上るとみられるが、同社の製品は日本を含む世界65カ国以上で販売され、使用者は40万人にのぼるとみられている。
PIP社はシリコーン豊胸材生産で30年以上の歴史をもつ老舗で、世界3位の大手だったが、破裂するなどの事故例が多く報告され、医療用でない安価なマットレス用のシリコーンの使用が発覚したことなどから、2010年に倒産し、清算手続き中だった。なおこれまでに同社製品での豊胸手術を受けた女性たちから2000件もの苦情申し立てが寄せられており、仏警察は同社への捜査を開始している。
同社のバッグに関しては以前から発がん性を指摘する声が出ており、バッグを使用した女性のうち8人に乳がんなどのがん発症が確認されたため、仏保健省が安全性を調査していた。その後の2011年末時点では、利用者20人が乳がんなどを発症したことが判明し、11月には未分化大細胞型リンパ腫で死亡者が出ている。グザビエ・ベルトラン保健相は「他製品と比べ発がんリスクが高いわけではない」と、急を要するわけではないと前置きしながらも、体内で破れて炎症を起こす恐れがある為、予防措置としての除去を勧告している。なお、フランス政府は、摘出手術などの費用に対し健康保険の適用を認める方針である。
また同社の製品を使った豊胸手術を受けた女性が4万2千人いるというイギリスでは、政府が「安全上の問題があるとの証拠はない」として、特に呼びかけは行わない方針を立てるなど、各国においても対応が割れている。イギリス国内のこれらの女性のうちの250人以上が、同社製品を使用し手術をした医療機関を相手取る集団訴訟の準備をしている。2千人の使用者がいるチェコやドイツは摘出手術を受けるよう勧告している。オランダでは同社の製品が「M-implants」という別名で販売・使用されていたことが発覚。オランダ当局は、この「M-implants」使用者約1000人に対しても医師に相談するよう勧めている。
国際刑事警察機構（ICPO）は2011年12月23日、中米コスタリカからの要請に応じ、PIP社創業者ジャンクロード・マス容疑者(72歳)を国際手配した。なお、ロイター通信によると、マス容疑者は2010年6月にコスタリカで飲酒運転で逮捕され、起訴後に同国から逃亡していたことが判明。国際手配は飲酒運転に関するもので、豊胸手術用シリコーン材の問題とは直接の関係はないとみられている。またマス容疑者の弁護士は、マス容疑者がフランス国内にとどまり、同国司法当局による刑事訴追に備えていることを明らかにするとともに、「PIP社製品が健康上の問題を引き起こしたとの証拠はない」と主張していると話していた。
しかし、健康被害を受けたなどとする利用者2500件以上から訴えが起こされ、南仏のマルセイユ検察は2011年12月、過失致死傷容疑で捜査に着手。マス容疑者はその後1月26日に南仏のバールで治安当局に拘束された。

#### 日本国内での影響
このPIP社製の豊胸バッグは日本に輸入された可能性もあり、厚生労働省医薬食品局は12月27日、仏保健省の発表内容を踏まえて、関係学会に向けて情報提供を行ったことを明らかにしている。
上記企業以外の製品も含めて、豊胸手術用の人体非吸収性ジェル状充填剤は、医師による個人輸入と自由診療という形であれば、日本で合法的に使用できる。厚生労働省は輸入量を把握していない。日本美容外科学会は「長期的に問題が出てくる可能性がある」「国際的な標準治療ではない」との見解を記者会見で示しており、安全性は確認できていない」として、使用自粛の指針づくりに着手している。

#### 事件・事故
死亡事故も起きている。
2010年1月7日、福岡市中央区の美容形成クリニックで、30代の女性に対して太ももから吸引した脂肪を乳房に注入する豊胸手術をしている中で、太ももに局部麻酔をかけたところ麻酔の量を誤り、急性麻酔中毒による意識不明となった。その後、翌月2月4日に低酸素脳症に伴う多臓器不全で死亡した。同年10月、男性総院長(57歳)と執刀した男性勤務医(61歳)が書類送検された。
2017年2月、名古屋市中村区の美容外科クリニックで、32歳の会社員の女性が局所麻酔を伴う豊胸手術を受けていたところ、意識を失い、病院に運ばれたが死亡した。司法解剖をしたが、死因は判明しなかった。

#### ジェル状充填剤豊胸術について
ジェル状充填剤（アクアフィリング・アクアリフトなど）を使った豊胸術で感染症などの健康被害の訴えが出ている問題で、厚生労働省は28日までに、豊胸術を含む美容医療を受ける前に注意すべき点をまとめた一般向けのチェックリストを公表した。

## マンモグラフィー
手術後にマンモグラフィー検査を受けると、カテゴリー2（良性腫瘍）に分類される。

## ニュース
- 豊胸充てん剤トラブル続発 学会が使用禁止の指針策定へ（2018年11月27日）[41]
- 豊胸充塡剤・・・その合併症の実態とは？被害相次ぎ、学会指針作成へ（2018年12月4日）[42]
- 米国で美容整形手術が増加「豊胸手術」が最多（2019年3月26日）[43]
- 豊胸術被害で注意呼びかけ 厚労省がチェックリスト （2019年4月28日）[40]
- ヒアルロン酸にがん抑制と促進作用 東大研究班「美容目的の投与慎重に」（2019年5月10日）[23]